# Joseph Ligot
Joseph-Constant Ligot (* 3. November 1860 in Brye, Belgien; † 18. März 1894 in Mundu, Kongo-Freistaat) war ein belgischer Soldat und Kolonialadministrator, der ab Anfang der 1890er Jahre für den belgischen König Leopold II. im Kongo-Freistaat diente. Er war insbesondere beim Kampf gegen Mahdisten in der Lado-Enklave aktiv.

## Biographie
Im Alter von vierzehn Jahren trat er in die Werkstätten der Chemin de Fer du Grand-Central in Löwen ein. Nachdem er seine Wehrpflicht abgeleistet hatte, trat er dem Gendarmeriekorps bei und diente dort acht Jahre lang. Anschließend trat er der Fremdenlegion (1. Tonkin-Regiment) bei, nahm an der Tonkin-Kampagne teil und erhielt 1889 die Tonkin-Medaille. Anschließend trat er in den Dienst des Freistaats Kongo über und wurde am 6. Oktober 1892 als Sergeant in die Force Publique aufgenommen.
In Boma wurde er zum Teilnehmer der Nilexpedition ernannt und brach mit 100 abessinischen Söldnern nach Dungu auf, dass er Ende Februar 1893 erreichte. Im April reiste er weiter, um den Nil in der sog. Lado-Enklave zu erreichen. Über die Posten von Aka und Mundu erreichte die Kolonne Ndirfi, wo sie sich Florimond Delanghe anschloss, dem Leiter der Nilexpedition seit Jules Alexandre Milz abgereist war. In Begleitung von Delanghe erreichten Ligot und seine Gefährten im Juni Aléma. Am 6. Juli erreichten sie Gànda, die Residenz von Bey Fatel Moulah, dem Befehlshaber der ägyptischen Truppen, die in den Dienst des Freistaats Kongo gestellt worden waren. Ligot wurde daraufhin zum Residenten in Aléma ernannt, ging aber im August 1893 nach Laboré. Auf einem Vorgebirge in der Nähe der Siedlung ließ Delanghe eine Zeriba errichten und benannte sie „Fort Leopold II.“ Die Versorgungslage war extrem schlecht und gleichzeitig überfielen marodierende Söldner und Indigene die Versorgungsrouten. Ligot und Gustave Gustin verließen mit ihren Abteilungen regulärer Soldaten Laboré in Richtung Aléma, dass sie nach Kämpfen mit Indigenen bei Gumbiri am 11. September erreichten. Der Plan sah dann vor, weiter in Richtung Ndirfi, Faradje und dem nahegelegenen Mundu zu gehen, was am 19. Und 20. September erfolgte. Am 30. September wurde Laboré von den letzten dort verbliebenen Offizieren, darunter Delanghes Stellvertreter Louis Delbruyère evakuiert. Ligot traf ihn Ende Oktober in Kobbo (Kobo), einer Station, die wenig später ebenso geräumt werden musste und begab sich mit ihm nach Magora. Nach anhaltenden Angriffen der Mahdisten auf Magora wurde beschlossen, die Endo-Enklave vollständig zu evakuieren. Am 9. Dezember machten sich alle Weißen von Magora, darunter Delanghe, Delbruyère und Ligot auf den Weg nach Mundu. Ligot marschierte in der Vorhut und erreichte Mundu am 11. Dezember 1893. Die Versorgung war weiterhin katastrophal und auch die Garnison in Mungu hungerte. Im Januar 1894 litten sechs der zwölf auf der Station anwesenden Europäer an einer Lebererkrankung. In ganz Haut-Uele kam es weiterhin zu Aufständen und Desertationen.
Am 12. März wurde Mundu von den Mahdisten eingeschlossen, konnte aber durch verschiedene Kontingente der Force Publique entsetzt werden, darunter auch eine Patrouille unter Delanghe, die von Mundu aus eine Erkundung in Richtung Gumbiri durchführen. In den drei Tage andauernden Kämpfen um die Station starb Ligot am 18. März 1894 durch einen Schussverwundung.